# Victor Weisskopf
Victor Frederick Weisskopf (Vienna, 19 settembre 1908 – Newton, 22 aprile 2002) è stato un fisico austriaco naturalizzato statunitense.
Diede importanti contributi nello sviluppo della meccanica quantistica, in particolare nell'ambito dell'elettrodinamica quantistica.
Durante la seconda guerra mondiale lavorò allo sviluppo della bomba atomica nell'ambito del progetto Manhattan.
Ha occupato la carica di direttore generale del CERN dal 1961 al 1966.

## Riconoscimenti
- 1956 Medaglia Max Planck
- 1976 Premio mondiale Cino Del Duca[2]
- 1976 Medaglia Oersted[3]
- 1977 Medaglia Marian Smoluchowski[4]
- 1980 National Medal of Science
- 1981 Premio Wolf per la fisica
- 1984 Medaglia Albert Einstein
- 1988 Enrico Fermi Award[5]
- 1990 Ludwig Wittgenstein Prize[6]
- 1991 Public Welfare Medal[7]
- 2000 Gran Decorazione d'Onore in Oro con Stella[8]